# Eleccions presidencials de Mongòlia de 2021
Les eleccions presidencials de Mongòlia de 2021 van ser unes eleccions presidencials que es van celebrar el 9 de juny de 2021 a Mongòlia. El resultat va ser la victòria de l'ex primer ministre Ukhnaagiin Khürelsükh, del Partit del Poble de Mongòlia, que va obtenir el 72% dels vots vàlids.
Les eleccions van ser considerades lliures i justes per l'Organització per a la Seguretat i la Cooperació a Europa (OSCE). No obstant això, va haver-hi polèmica, ja que diversos candidats de l'oposició van ser desqualificats i a l'expresident Khaltmaagiin Battulga se li va impedir presentar-se a un segon mandat gràcies a una esmena constitucional.

## Antecedents
L'abril de 2021, el llavors president Khaltmaagiin Battulga va emetre una directiva d'emergència per a dissoldre el Partit del Poble de Mongòlia «amb la finalitat de salvaguardar la sobirania i la democràcia del país», després que el partit aprovés esmenes a la Constitució. Les esmenes constitucionals, que van entrar en vigor el maig de 2020, limitaven la presidència a un mandat, per la qual cosa Battulga no podia tornar a presentar-se a les eleccions presidencials de 2021.

## Sistema electoral
Després de les esmenes constitucionals de 2019, el president del país és triat mitjançant el sistema d'una segona volta per a un mandat de sis anys, i només pot exercir un mandat. Anteriorment, el mandat era de quatre anys, renovable una vegada. Els partits polítics amb representació en el Gran Jural de l'Estat poden designar candidats, i el president triat ha de dimitir de qualsevol partit polític abans de la seva investidura. A més a més, els presidents poden ser destituïts per majoria de dos terços dels vots del Gran Jural de l'Estat si són declarats culpables d'abús de poder o violació del jurament presidencial.
Els articles 97.9 i 99.2 de la llei electoral determinen com es compten els vots, tenint-se en compte els vots en blanc a l'hora de determinar si un candidat ha superat el llindar del 50%. Si cap candidat obté la majoria de tots els vots emesos en la segona volta (inclosos els vots en blanc), l'article 8.6.2 de la llei electoral obliga a celebrar noves eleccions.